# 心霊主義

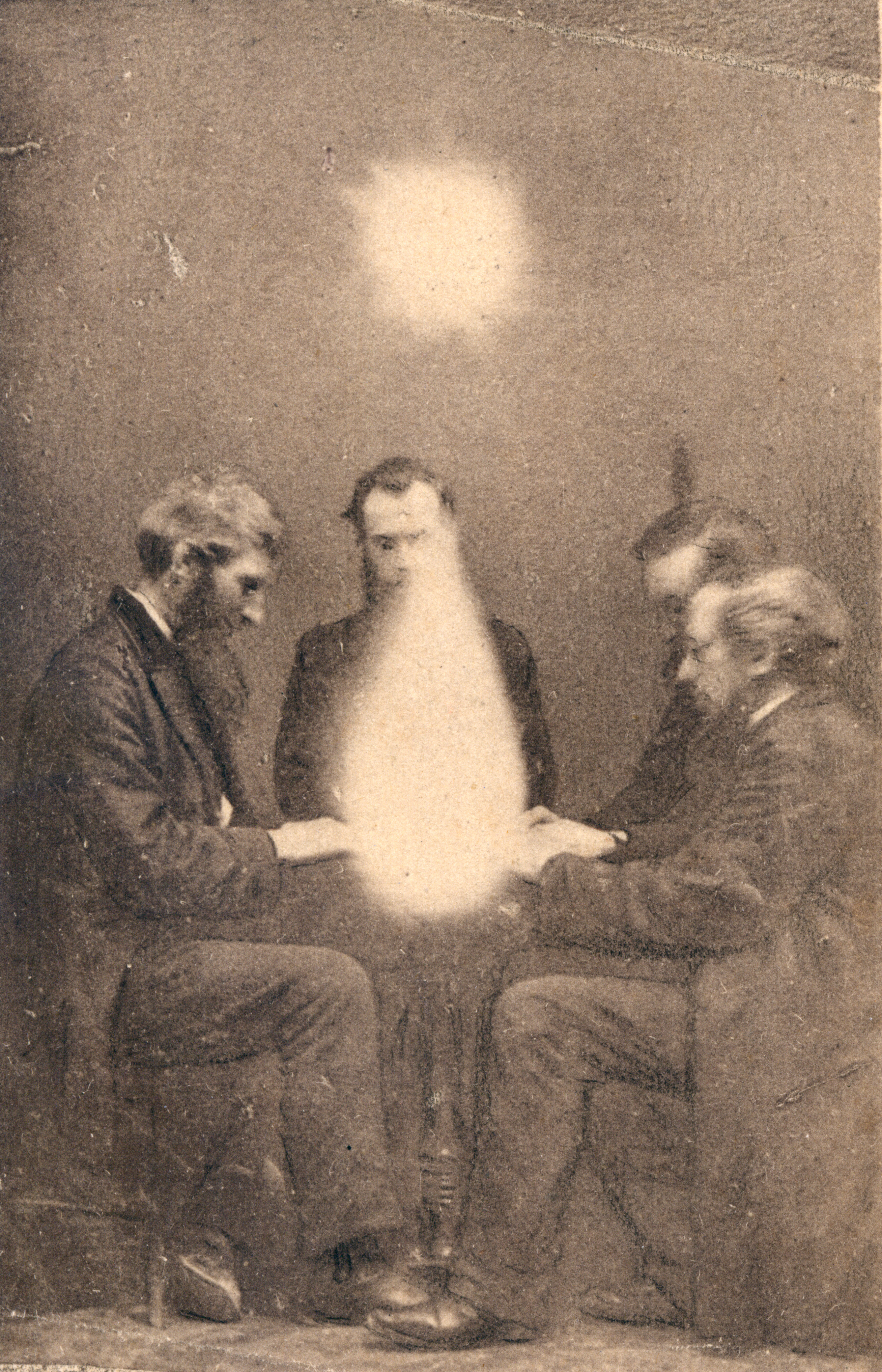
死者の霊と交信することを目的とする交霊会（降霊会）。イングランド、1872年

心霊主義（しんれいしゅぎ）は、スピリチュアリズム（英: Spiritualism）、スピリティズム（英: spiritism）の和訳のひとつで、人は肉体と霊魂からなり、肉体が消滅しても霊魂は存在し、現世の人間が死者の霊（霊魂）と交信できるとする思想、信仰、人生哲学、実践である。Spiritualismは心霊術、交霊術、心霊論、降神説などとも訳される。
心霊主義はspiritualism（スピリチュアリズム）の日本語訳のひとつであるが、「唯心論」「精神主義」とも訳されるため注意が必要である。唯心論は、精神の独立した存在と優位を説く学説であり、哲学においては、心霊主義（心霊論）は唯心論に含まれる。

## 概要
霊魂の死後存続や死者との交流という信仰は世界中に見られるが、心霊主義（スピリチュアリズム）という言葉は、19世紀半ばにアメリカで始まったものを指すことが多い。死後の世界との交信や超能力のパフォーマンスを焦点とする「宗教運動」とも理解される。霊魂との交信は交霊会（降霊会）と呼ばれ、霊媒が仲立ちとなることが多い。近代の心霊主義は19世紀後半に全盛期を迎えた。コックリさんはこの19世紀末の全盛期におけるテーブル・ターニング（en:Table-turning）のブームが心霊主義の一部としてでなく日本に伝わったものである。
心霊主義は、世界中をめぐって1920年代（大正9年頃）に日本にも到達しており、日本の新宗教への影響も大きい。日本語の守護霊、地縛霊といった言葉・概念も新しいもので、ヨーロッパの心霊主義に由来するといわれる。
日本では、浅野和三郎（1874年 - 1937年）が心霊科学研究会（1923年）を設立し日本神霊主義（日本スピリチュアリズム）を生み、欧米の心霊研究が日本へ本格的に紹介され始めた。イギリスで心霊主義を学んだ江原啓之（1964 - ）が、心霊主義に現代のセラピー文化を取り入れて現代風にアレンジし、スピリチュアルという言葉を用いた。江原は2000年代中盤、一躍メディアの寵児となって「スピリチュアル・ブーム」が起こったため、現代日本では、スピリチュアルという言葉は心霊主義を含むものとしても普及している。なお、心霊主義（スピリチュアリズム）は、霊性や宗教性、精神性、精神世界と訳される「スピリチュアリティ」とは異なる概念である。しかし、日本では心霊主義同様、スピリチュアリティもスピリチュアルと呼ばれることがある。
近代の心霊主義は死者との交流から始まったが、交霊会、骨相学、近代神智学とそのすそ野は広がり、科学者や思想家の支持を得ながら時代の精神へと成長し、やがて社会改革運動として発展した。世紀末から第一次世界大戦までのモダニズムを生み出した精神的温床のひとつであるが、その中では異彩を放ち、文化史・思想史においては主流とならず、周辺的なテーマとして扱われてきた。1848年にアメリカ合衆国で起こったフォックス姉妹のハイズヴィル事件によって大きな流れとなり、最盛期には欧米で800万人以上の支持者がいたと言われる。社会に広く受けいられ、多数の人が真実であると信じ、当時の代表的な科学者たちの調査対象になっていた。20世紀に入る頃には現象としてはほぼ終焉したが、20世紀後半においても影響を与え続けている。
17世紀の近代自然科学、18世紀の啓蒙主義、19世紀の通信手段の発達、キリスト教の権威の低下、キリスト教が男性優位であること、神からのメッセージが人への一方通行であることへの不満、科学・テクノロジーの発達、消費社会の始まり、産業革命以後の急速な文明化の影響による宗教的・精神的枯渇状態、南北戦争や伝染病の流行よるアメリカ人の短命化といった状況のもとで、教会や聖職者に代わり、親しい人の死の悲しみや自分自身の死への不安という根本的な悩みに応えるものとして支持を集めた。
霊媒のほとんどが女性でキリスト教より女性優位であり、来世の情報を詳細に語り、死者・霊界とのやり取りは一方通行ではなく双方向性があった。個人としての人間の完成と幸福を目指す近代の「自己宗教」としての側面を持ち、建設的で明るい社会改革運動でもあり、奴隷制度廃止運動や女性参政権獲得の運動とも関わりがある。理想社会（世俗的千年王国）をこの世に実現しようとする点において、ユートピア運動、社会主義（空想的社会主義）との関係も深い、社会精神史的には、当時科学として大きな影響力があった骨相学とメスメリズム（ヒプノティズム、催眠術）、この両者が融合した新しい精神科学・骨相メスメリズムに直接つながる。近代神智学の創始者ヘレナ・P・ブラヴァツキーはもともと心霊主義の霊媒であり、互いの影響は深く、近代神智学はW・B・イェイツの詩作やカンディンスキーらのモダニズム絵画への影響も大きかった。また19世紀後半には、心霊主義の心理学化という流れが起こった。心理学者カール・グスタフ・ユングの出発点には心霊主義があり、この流れは深層心理学につながる。また、降霊術から発展してタルパと呼ばれる心霊創出現象が近代神智学から提言された。
心霊主義は、現在では主に、ヨーロッパ大陸とラテンアメリカで見られ、特にブラジルで盛んである。19世紀半ばにフランス人アラン・カルデックが体系化し、輪廻転生と霊魂の進化を教義に取り入れた心霊主義の一派カルデシズムはブラジルに伝えられ、モーセ、キリストに次ぐ第三の啓示として受け入れられた。20世紀初頭には、ブラジルは世界に冠たる心霊主義（スピリティズム）の国になった。現在ブラジルのカルデシズムの影響力は、その思想が生まれたフランスをはるかにしのいでいる。

## 起源と背景
近代の心霊主義は、1848年にアメリカ合衆国で起こったハイズヴィル事件によって大きな潮流になったが、それ以前に心霊主義を準備する様々な要因があった。心霊主義の背景について述べる。

### 西洋哲学
心霊主義は、人間の「死後存続」を信じる思想である。17世紀末の哲学者ゴットフリート・ライプニッツ（1646年 - 1716年）は、彼の基本的理念によって死後存続についてひとつの完璧な教理を築いた。心霊主義の理論のベースには、ライプニッツのモナド（単子）論があるのである。ライプニッツは、「宇宙は不滅の心霊的原子である霊魂（モナド）の無数から成り立っており、それぞれのモナドの完全さの程度は異なり、より完全な状態に向かって発展しようとする傾向を持っている」と考えた。「生物のような複合体はモナドの集合体であり、霊魂である主要モナドの支配を受けている。そして、ある状態から他の状態への『飛躍』は自然的ではなく、生と死も連続したものだ」と考えた。また、「霊魂は神の似姿であり、人間の霊魂は他の星でより完全な意識を持って存続すると信じられる」とした。「ただし、宇宙および神は無限であるから、認識（意識）は完成することはない。そして幸福とは、新しい喜びと新しい完全に向かう『絶えざる進歩』の内にある」と考えた。
哲学者シャルル・ボネ（1720年 - 1793年）は、自らの生物学に基づいてライプニッツの思想を発展させ、「生物は目に見えず不滅な『原状回復の芽』を内蔵しており、その芽は順次成長し顕現するが、これは肉体の死ののちも同様である」とした。「人間は肉体の死後、宇宙の新しい事態に適応した新しい生存に再生できる」と考えた（「転生」（パリンゲネシア）の説）。
哲学者イマヌエル・カント（1724年 - 1804年）は死後の世界の性質ではなく、その真理を「証明する」可能性について見解を示した。カントは、「合理的形而上学は死後存続の問題になんら根拠のあることを教えないが、我々は知的ではなく道徳的直観によって、先天的に定められた『無条件命令』を自らの中に見出す」と述べている。その道徳律を最もよく規定する原理は、「自分の意志と行動とをあらゆる理性的な人間のそれと一致させることに努める」ことである。カントはその理性相互間の調和を「目的の王国」と呼んだが、完成はこの世では不可能に感じられ、経験的にも不可能である。「完成には我々の限りない存続による限りない人格の進展しかなく、従って霊魂は不死でなければならない」とした。
19世紀は全体として、不死と進歩との考えを結び付けるカントの根本的立場を受けついだ。カントを受けついだ死後存続の解釈は、大きく二つに分けられる。ひとつは、カントおよびライプニッツの真正の思想を忠実に守り、生前の人格が死後も引き継がれる、人格的死後存続という形で考える一派である。もうひとつは、カントをバールーフ・デ・スピノザ（1632年 - 1677年）の思想で補い、むしろ絶対精神を認め、それの発展が個々の存在者を貫き、かつ個々の存在者によって徐々に完成されるとする態度である。後者の立場は、「永遠なる人類」という純粋に此世的な不死思想に結びついた。レーノーの『地と天』（1854年）では、「人間の生は、天体から天体へと移り、以前の過失を償う生涯の連続であり、完成することのない試練と罰と完成への進展である。霊魂は段々と向上し、その歩みは神聖な計画と、世界と世界の調和の機能に従うものである」とした。
初期の社会学者フランソワ・マリー・シャルル・フーリエ（1772年 - 1837年）は、著作『家庭と農業の組合』（1822年）収録の「宇宙開闢説」などで、「天体は道徳や知性を持つ、霊魂ある一個の生物であり、そこに生きるものは天体には劣るが永遠の霊魂を持っている」と述べている。「個体が死ぬと霊魂は隣の空間（あの世）に移り、それから元の天体の住民に生まれ変わって戻ってくるという往復を81000年の間に810回繰り返し、合計1620回の生涯がある」と計算した。うち「27000年は地球で、54000年はあの世で暮らすことになる。個人はその多くの生涯の間にだんだんと向上する」と考えた。「地球が死滅すると、地球の霊魂はそこに生きる霊魂を連れて新しい天体に移り、個々の霊魂は個性を失って天体の霊魂に溶け込む」という。この壮大な上昇過程が最終的にどうなるかは述べられていない。

### スヴェーデンボリ
心霊主義に影響を与えた人物として、スウェーデン出身の科学者・神学者・神秘主義思想家エマヌエル・スヴェーデンボリ（1688 - 1772）が挙げられる。霊界を見聞し記録したことで知られ、霊能力を発揮したという事例も残されている。一流の自然科学者であったが、科学の経験的認識の限界を自覚し、様々なビジョンを見るようになり、視霊者として聖書の霊的研究を行った。霊魂の独立存在、死後存続を信じ、自ら天使や霊と語り、霊界を見聞し、天界、地界、霊界などについて詳しく記述し、その著作は啓蒙時代のヨーロッパに大きな影響を与えた。日本女子大学の新見肇子は、「彼の著作が文学的想像力の産物ではないこと、近代科学において相当の業績を残した人物によるものであることは重要である」と指摘している。サン・シモン、シャルル・フーリエなどのユートピア主義者（初期の社会主義者）は、スヴェーデンボリが描写した天界の様子に強い影響を受けて「地上の楽園」としてのユートピアを思い描き、自らの世界観と教説を形成したと言われている。

### メスメル
フランツ・アントン・メスメル（1734 - 1815）は、フランスのパリで動物磁気催眠治療法（動物磁気療法、メスメリズム）によって一大センセーションを巻き起こしたオーストリアの医師である。動物磁気催眠治療法は、のちに催眠術となった。18世紀のヨーロッパでは、「岩石磁気」、「宇宙磁気」、「惑星磁気」という3種類の磁気力が存在すると考えられていた。メスメルは、これらの他に、人間や動物の体を動かす4つ目の磁気力があると考え、「動物磁気」（animal magnetism） と呼んだ。この名称は、animal の語源であるラテン語の animus（アニムス）に由来する。animus は、英語で breath（「生命、呼気」）を意味し、メスメルは「生命、呼気」を持つすべての生き物は「動物磁気」の力を持つと考え、「動物磁気は磁気を帯びた流体であり、電気や引力のような物理的な力である」とした。
メスメルは動物磁気の不均衡によって病気になると考え、これを操作して病気を治療しようと試みた。当時は、原始的な精神療法が次第に精神分析に変わっていき、信仰治療がキリスト教科学に合流し、古代の迷信が心霊主義や超心理学と融合するあたりに位置していた。動物磁気は、ヨーロッパの自然魔術の文脈につながるものであり、魔術的な仮想実体と物理的な実体の両方の要素を併せ持つものである。メスメルは動物磁気催眠治療法で多くの患者を治療し、パリの世論は、メスメルを偉大な医師・科学者と見るものと、動物磁気は疑似科学であり、彼はいかさま医師であると考える者に二分された。1784年の科学アカデミーの調査で、動物磁気が存在する証拠はないとの結論に達し、この療法は下火となったが、催眠研究の端緒となった。19世紀には、メスメリズム(動物磁気説)によって、すでに人間の無意識の現象が発見されていたのである。メスメリズムまたは催眠術でトランス状態となった被験者が見せる超常現象は、のちの心霊主義で霊媒が演じる心霊現象に似た点も多い。
メスメリズムは1843年頃に、「人間の性格や能力は脳の器官に基づいており、頭蓋の形状からそれを判断できる」という骨相学と合体して「骨相メスメリズム」となり、心霊主義と融合した。骨相学は現在では疑似科学であるが、当時は真正の科学であった。

### デイヴィス
スヴェーデンボリとメスメルを合体させた心霊主義者として、アメリカのアンドリュー・ジャクソン・デイヴィス（1826 - 1910）がいる。1847年に、彼は、メスメリズムによる催眠状態の中での講演をまとめ、800ページの大著『自然の原理、自然の神的な啓示、および人類への声』として出版した。この本は、スヴェーデンボリの霊界思想とフーリエの社会主義が混在するもので、ハイズヴィル事件前に出版されたものであるが、アメリカ心霊主義の最初の理論的著作と言われる。

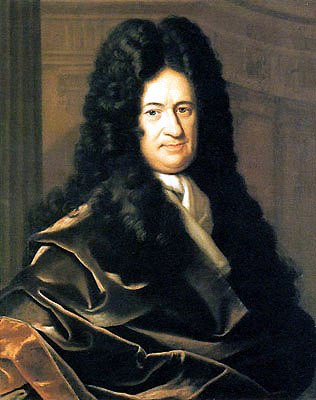
ゴットフリート・ライプニッツ
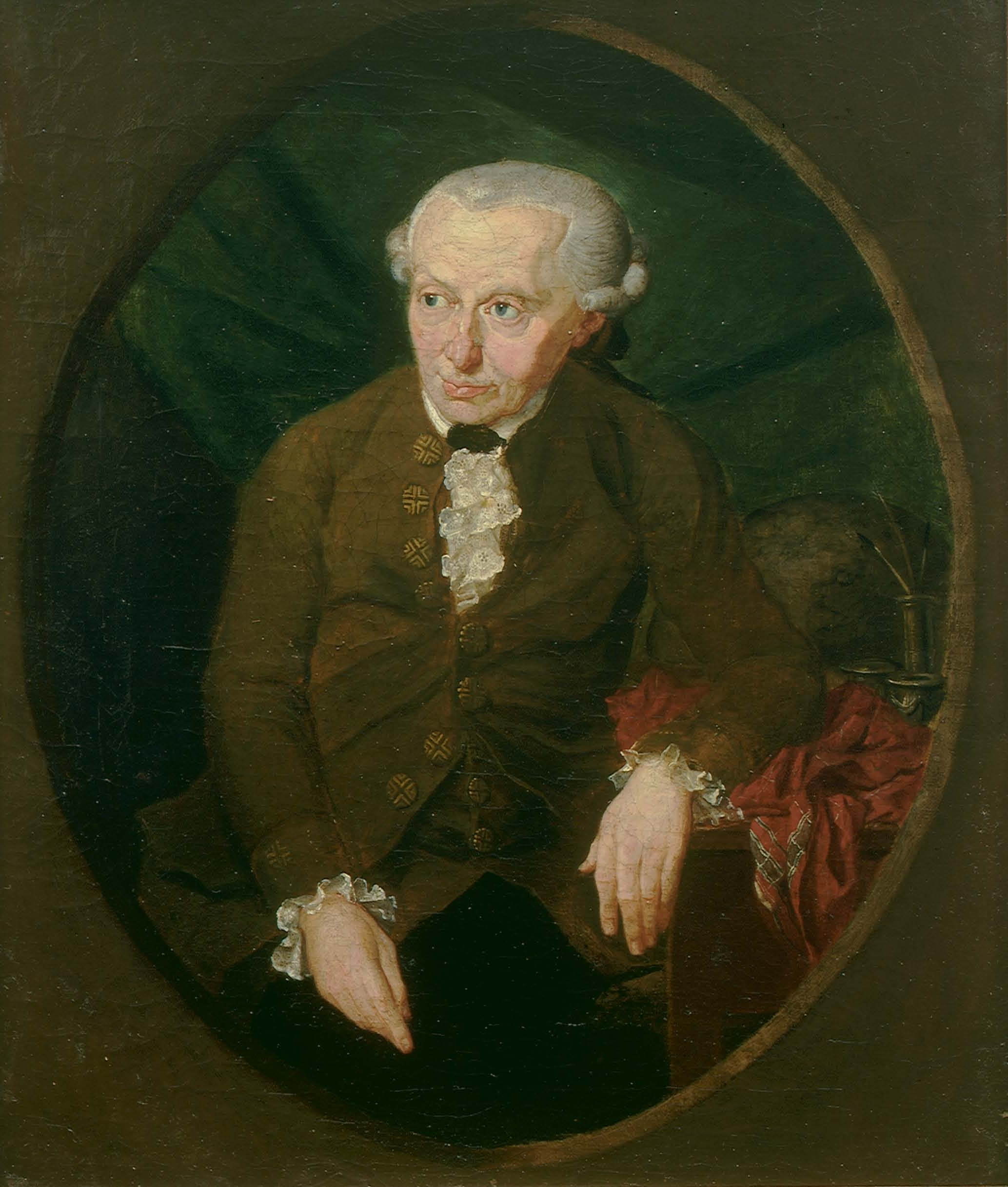
イマヌエル・カント
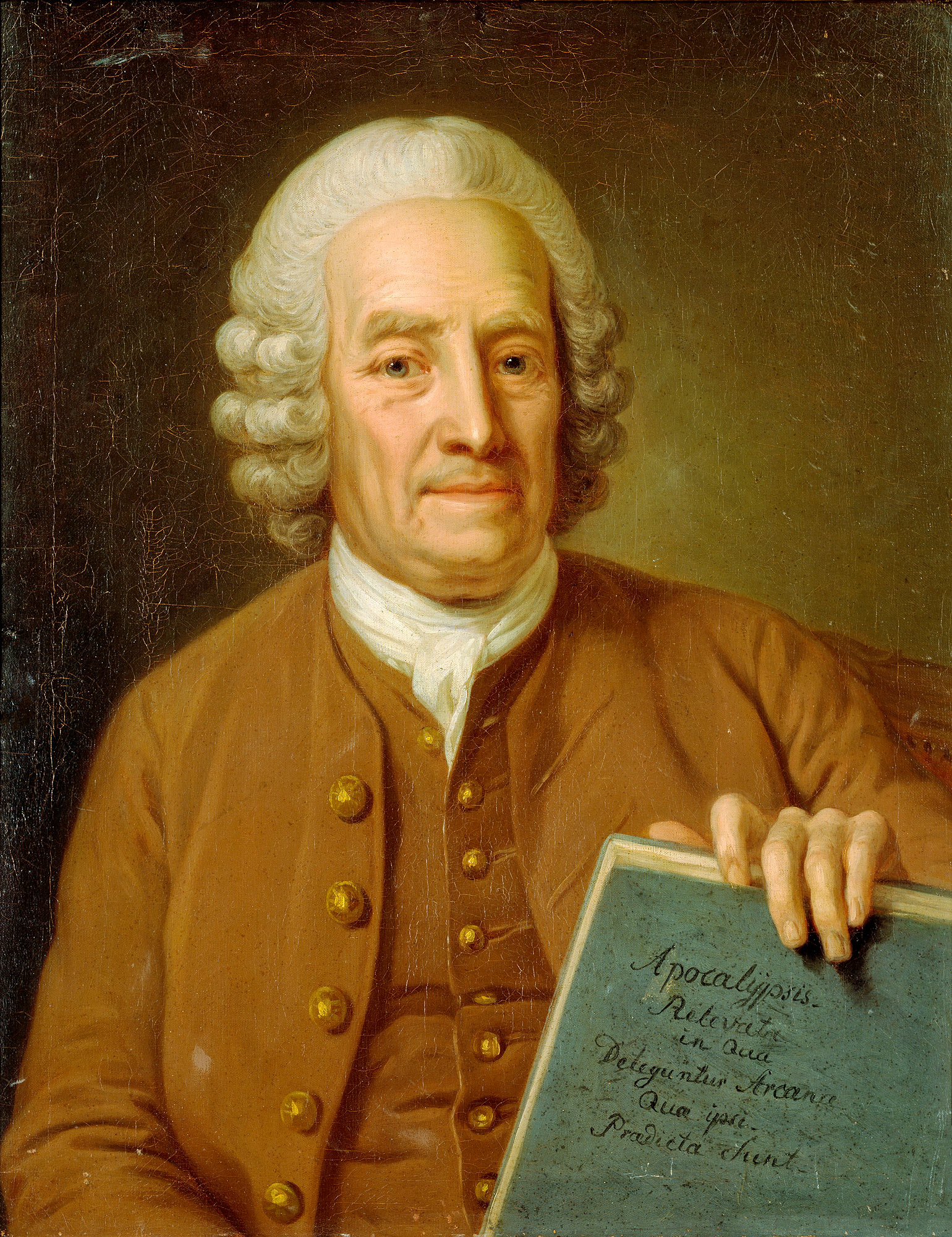
エマヌエル・スヴェーデンボリ
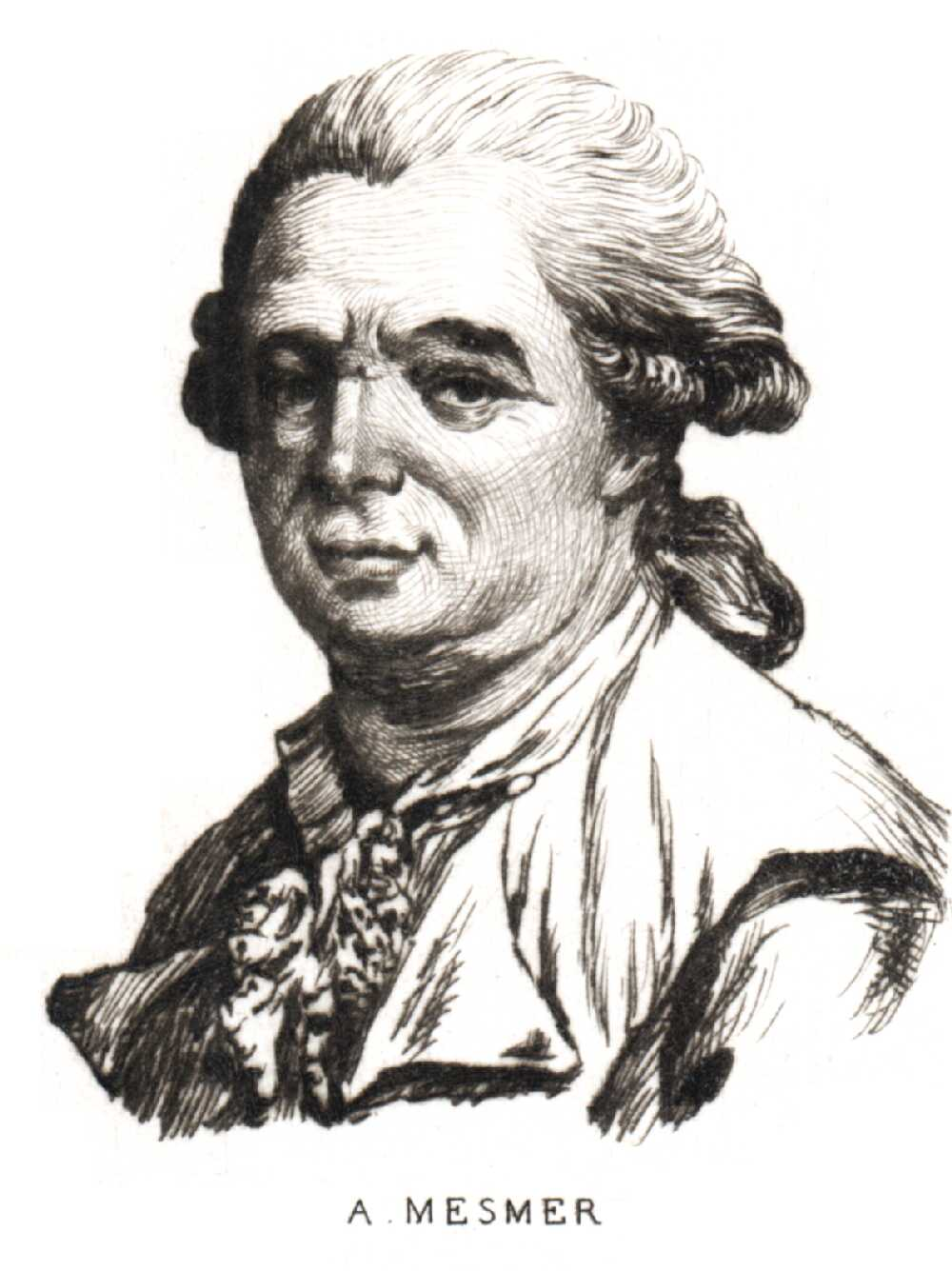
フランツ・アントン・メスメル
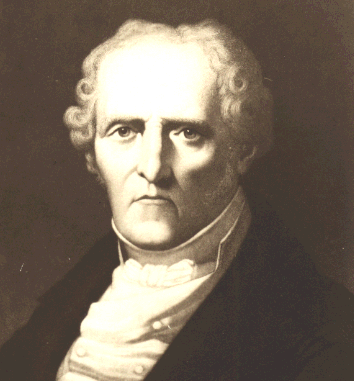
シャルル・フーリエ
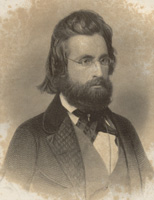
アンドリュー・ジャクソン・デイヴィス

### キリスト教新宗派と千年王国思想

ニューヨーク州西部「焼き尽くされた地域」

心霊主義は、1840年代のニューヨーク州西部「焼き尽くされた地域」と呼ばれた場所で見られた。この地は、エリー運河開通に伴う人口移動によりキリスト教の信仰復興運動、いわゆる第二の覚醒、第二次大覚醒の影響を強く受けた土地である。ミラー派やモルモン教、ユートピア的生活共同体を形成し、従来の社会制度に疑問をもち独身主義をとったシェイカー (キリスト教)、イギリスでシェイカーの母体となりその多くがニューヨークに移住したクエーカーといったキリスト教の新しい宗派が栄え、それらの多くが千年王国思想を持っていたと言われている。千年王国思想とは、かいつまんで言うとイエス・キリストがもう一度復活し、それからの千年間人々が幸福に生きる世界が実現する（千年王国が到来する）という信仰で、これは新約聖書「ヨハネの黙示録」第20章に基づくものである。
なお、千年王国思想は「終末論」（eschatology）から生まれたため、両者のつながりは大きい。「ヨハネの黙示録」では、旧来の時（アイオーン）が終了する前に、救世主（メシア）に対するサターン（あるいは終わりの日の反キリスト）の最後の闘いが挑まれ、その戦いの後に新アイオーンを意味する千年王国がくるとされた。

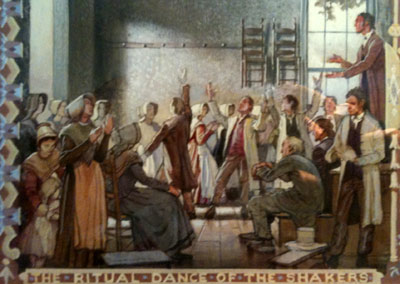
シェイカーの集会の踊りの様子

19世紀前半に千年王国思想を信仰した人々は、千年王国がこの世に現れるまでに現世をできるだけ改革しておくことが、千年王国を待つ人間の義務だと考えた。そのため、千年王国思想を信じる様々な人々は、社会矛盾の克服を目指して奴隷制廃止や女性の地位向上などの社会改革思想を共有し活動を行った。千年王国思想を持っていたのは、ユートピア的生活共同体を形成したグループや心霊主義者（スピリチュアリスト）であった。ユートピア的生活共同体のメンバーが同時に心霊主義を信仰していたり、また、千年王国思想を持つキリスト教の宗派に属する人が心霊主義も信仰するということがあった。
ニューヨークの新宗派では、神（聖霊）や天使と直接コミュニケーションが可能であると考えられていた。またカトリックでは洗礼を受ける前に死んだ幼児は地獄（辺獄）に落ちるとされたが、新宗派では神はこのような残酷な振る舞いをすることはないと考えられていた。
シェイカーのニスクユナ共同体では、ハイズヴィル事件の10年ほど前の1837年に、心霊主義に類する現象が起きている。集会の踊りの最中に少女たちが気を失って倒れ、回復してから天使と語り合った、天上の世界を旅したと語った。この現象は大人にまで広がり、シェイカーの始祖アン・リーの霊と交信する「道具」（心霊主義の霊媒に当たる）という役割ができ、アン・リーだけでなく、亡きシェイカーの指導者たちの霊と「道具」を介して交流するようになった。この事象は10年ほど続き、ハイズヴィル事件と前後して終わった。

## 心霊ブームという契機

### ハイズヴィル事件

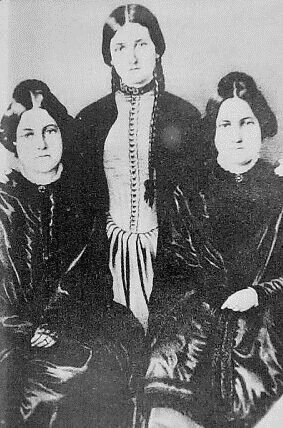
フォックス姉妹

心霊主義（スピリチュアリズム）、心霊ブームは、1848年のフォックス姉妹によるハイズヴィル事件が大きな契機となった。この事件の当事者フォックス姉妹の姉マーガレットは、40年後にこの事件はインチキであり、ラップ音は膝関節を脱臼させて出していたと告白しているが、告白当時マーガレットは金銭的に困窮しており、更にのちにインチキという告白自体を否定している。事件の真実については様々な見解があるが、当時社会的な影響が絶大であったことに疑いはない。

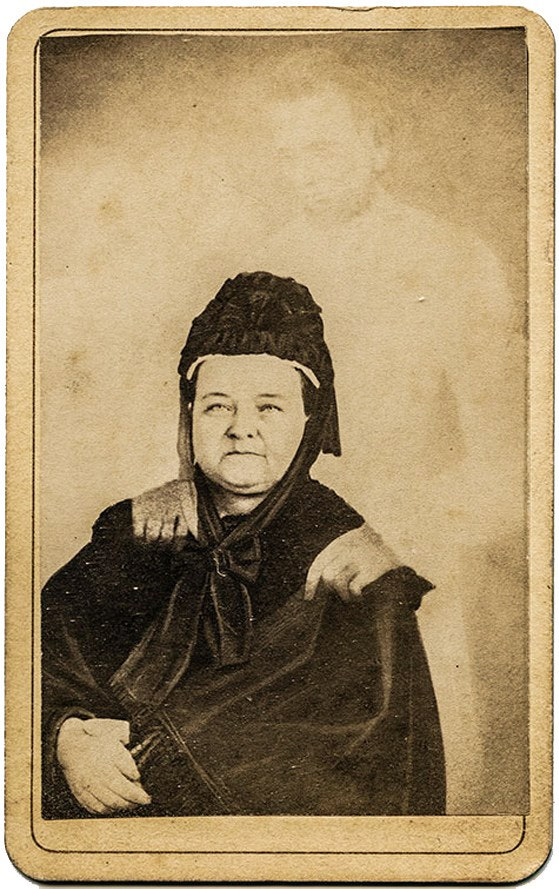
リンカーン大統領の霊とメアリー夫人の心霊写真（1869年頃）。心霊写真は1860年代にウィリアム・H・マムラーによって最初に撮影された。二重露光によるもの。

知られている事件の内容は次の通りである。ニューヨーク郊外ハイズヴィルに、メソジストの農夫ジョン・フォックス（John Fox）一家が引っ越してきた。間もなくフォックス家の姉妹マーガレット（Margaret、15歳）とケイト（Kate、12歳）は、家で原因不明の不思議な物音（ラップ音、叩音）がするというポルターガイスト現象を体験した。母親が子どもの年齢などを質問すると、ラップ音によって回答があり、ラップ音は死者の霊の仕業であり、姉妹は音によって霊と交信できるようになったとされている。名古屋大学の吉村正和は、ハイズヴィル事件での音による霊との交信は、その数年前の電信機の発明と普及による、「情報が瞬時に遠方に伝わる」という衝撃的体験の影響があり、電信技術の発想を精神世界に応用したものであると指摘している。死者との交信がコツコツ・トントンというモールス信号のような音で行われたことがそうした事情を物語っているという。
この事件の噂は広まり、心配した両親はケイトをニューヨーク州オーバーンに、マーガレットを結婚してロチェスターに住む一番上の姉リア（Leah、20代半ば）に預けた。リアはロチェスターで音楽教室を経営していたが、妹たちの心霊現象の噂で生徒を失ったため、マーガレットを霊媒として交霊会を行うようになり、マーガレットが起こす心霊現象を調査する委員会を組織した。姉のリアによるマネージメントでマーガレットは霊媒として活躍し、やがてニューヨーク市の見世物興行で当時有名だったバーナム・ミュージアム（Barnum's American Museum）でも交霊会・心霊現象の興行を行なうようなった。交霊会の興業は、天才的山師・プロデューサーのP・T・バーナムが担当した。ペテンだと抗議する声も大きかったが、大成功に終わり、むしろ抗議が宣伝の役割を果たし、霊との交信という奇跡を信じる人は増えた。参加費は高額の設定であったにもかかわらず、交霊会にはあらゆる階級の人が押しかけた。フォックス姉妹はニューヨークに活動拠点を移し、2か月にわたって交霊会を開催し、霊媒としての地位を確立した。参加者は最近親しい人を亡くし悲しむ人などが多く、交霊会で実際に死者との心の交流を体験し、死を次の生への通過点と見なすことで、心の慰めを得ていた。
吉村は、姉妹は現代における精神分析のカウンセラーのような機能を果たしていたと述べている。なお、ハイズヴィル事件においてフォックス姉妹をサポートしたのは、奴隷制廃止運動で活躍している急進派クエーカーの夫婦だった。キリスト教の新興宗派と心霊主義は、千年王国思想、ユートピア思想という思想的共通点によって結びついていたのである。
霊との交信方法も、ラップ音からアルファベットを使用する方法、トランス状態での自動筆記、楽器がなったり机が動いたり、霊そのものが現れ（物質化現象）参加者の髪をひっぱるなど、交霊会での心霊現象もエスカレートしていった。

### ハイズヴィル事件以降

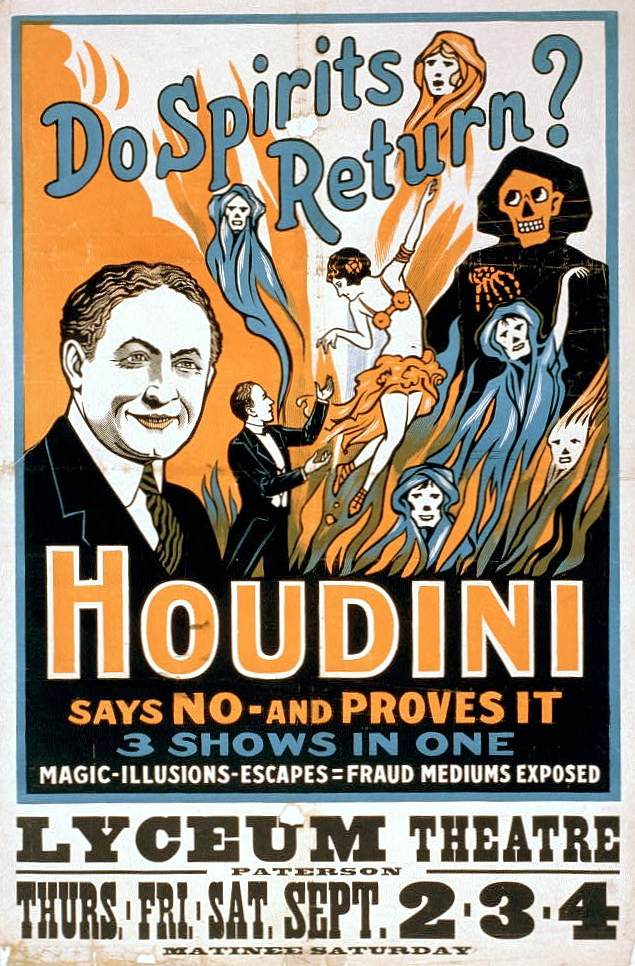
希代の奇術師フーディーニ（1874 - 1926）は母の死を契機に一時心霊主義に傾倒したが、後に霊媒や超能力者のいかさまを暴くサイキックハンターとして名をはせた。

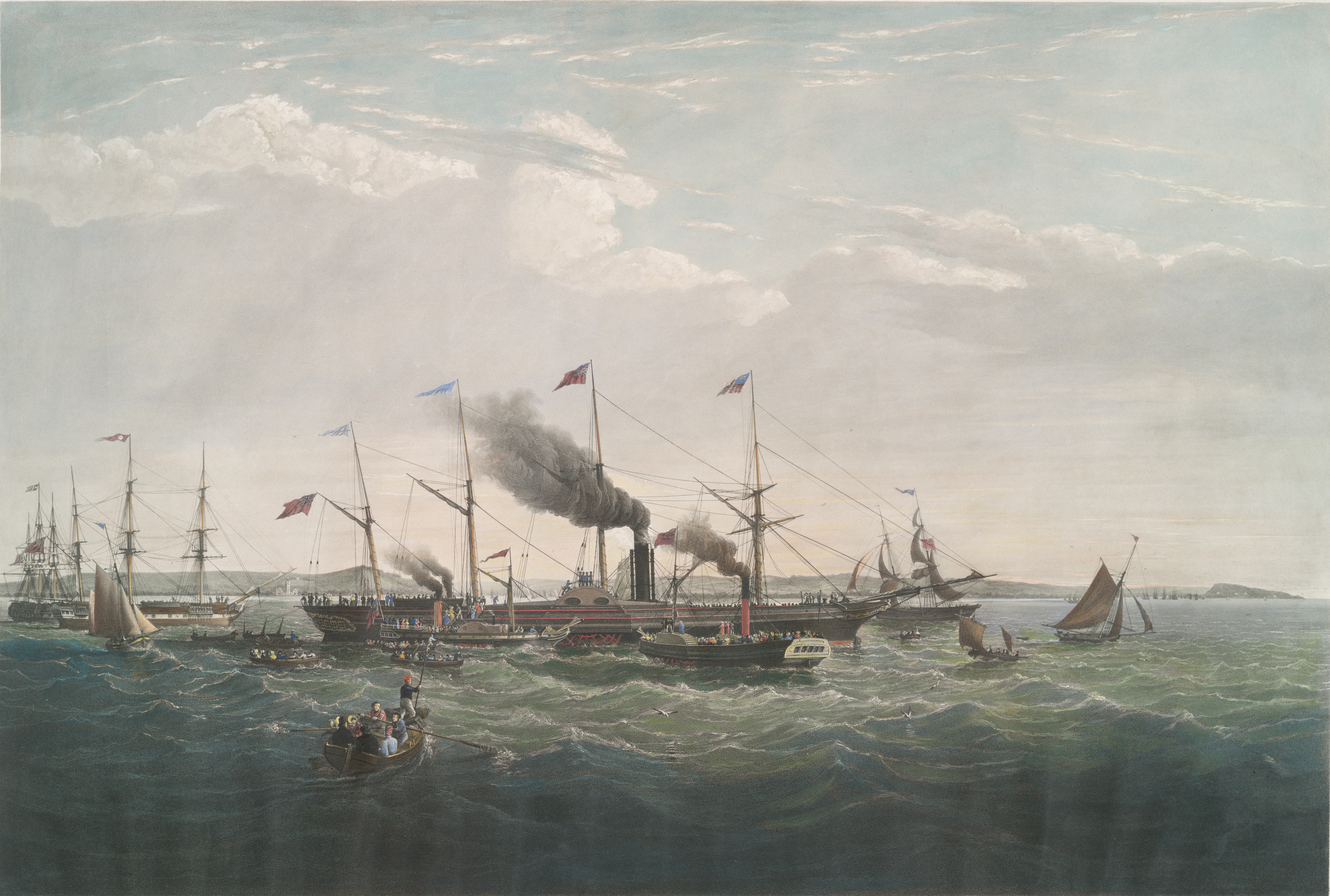
大西洋航路のために造られた初の蒸気船グレート・ウェスタン号。1838年就航。

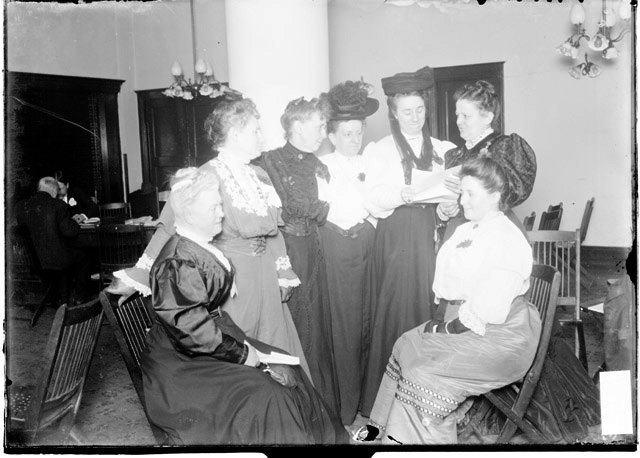
中流階級の女性たちの心霊主義の集まり（1906年、シカゴ）

フォックス姉妹以外の霊媒も登場し、あっという間に全米を心霊ブームが席巻した。心霊主義は難解な教義を持たず、誰にでも参加することができた。霊媒の多くが女性だったため、フェミニズム関係者からの支持もあり、霊媒に美女が多かったことから、男性の支持も得た。1855年にはアメリカだけでおよそ100万人が心霊主義を受け入れており、貴族や企業家などの上・中流階級、作家や科学者などの知識人といった社会的エリートも多く含まれていた。美女霊媒で人気を集めた交霊会は、マジックのような見世物ショーになっていった。
1840年代には大西洋を横断する巨大蒸気船が運航し、アメリカの情報はほぼ同時にヨーロッパにもたらされ、人の交流もそれまでとは比べ物にならないほど盛んになった。アメリカの霊媒が続々とヨーロッパに渡っていき、霊媒による交霊会や心霊現象という心霊ブームは、ヨーロッパにも広がっていった。
中でもイギリスでは、階級を問わず広く社会現象となった。心霊主義の流行は、完成された共同体、世俗的千年王国の到来を告げるものとしても受け入れられた。イギリスの社会改革家でユートピア的共同体を作ったロバート・オウエン（1771 - 1858）は、伝統宗教が自分の宗教以外の人々への偏見を育てると考え全ての宗教を否定したが、1853年に心霊主義に帰依した。オウエンは、友人でフリーメイソンの指導者であったケント公エドワードやジェファーソン大統領の霊との交流で、社会改革に関する重要な指針を得たと語り、心霊を「長い間待ち望んでいた千年王国の先触れ」と見なしていた。その息子で駐ナポリ公使であったロバート・ディル・オウエンは、霊のメッセージが現れる自動筆記を体験して、1860年に『別世界の境界の足音』を出版、英米で心霊主義を単なる流行ではなく思想として浸透させた。1871年の著作では、心霊主義を偽りのない真の現象であると主張しており、心霊主義はこの時点で、社会的身分の高い人物によって一種のお墨付きを得たことになる。
心霊主義はイギリスからフランスにも飛び火した。南米にも伝わり、1853年のブラジルのリオデジャネイロの新聞に心霊主義の記事が掲載され、翌月には市内の富裕層が娯楽として楽しむようになった。
こうした19世紀半ばから19世紀末の心霊ブーム、その思想と実践およびその周辺は、心霊主義（スピリチュアリズム）のはじまりとなり、今世紀にかけて世界的に大きな影響力を持った。

## 心霊主義の展開

### 心霊現象研究と心理学
心霊主義は、心霊現象研究協会を通して心理学という学問へ向かった。心霊主義の科学的調査は1860年代から行われていたが、ヴィクトリア時代の体制側の科学者の多くは、懐疑的な姿勢を取っていた。

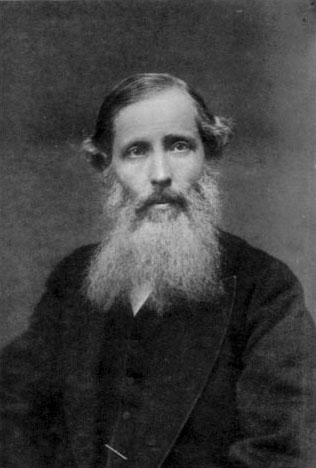
ヘンリー・シジウィック

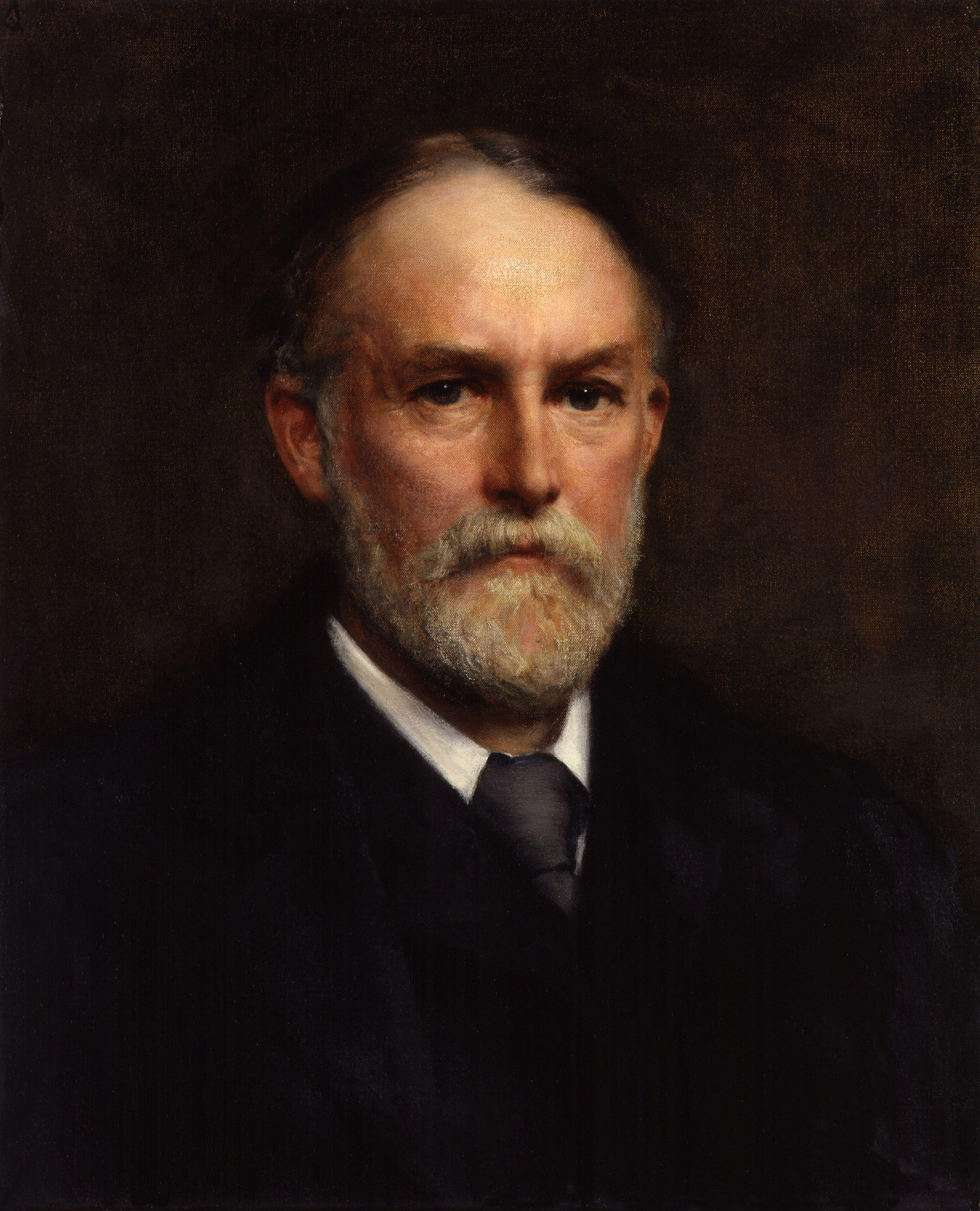
フレデリック・マイヤーズ

1858年にダーウィンの『種の起源』が発表され、後に心霊現象研究協会の初代会長となる哲学者・倫理学者のヘンリー・シジウィックらは衝撃を受けていた。シジウィックは宗教と科学の調和という問題の鍵を心霊主義に求め、牧師の子であった詩人・古典研究者フレデリック・マイヤーズもまた、ヴィクトリア時代の懐疑論のもとで、信仰と理性を和解させることができず信仰の根拠を失い、死によって霊魂が消滅するかどうかという不安に苛まれていた。1871年、マイヤーズはシジウィックに「伝説・直観・形而上学が宇宙の謎を解きえないのに、幽霊や心霊などのように実際に観察することのできる事象を通して、『見えざる世界』について何か確実な知識は得られるのでしょうか」と尋ねた。シジウィックはその可能性があると応え、マイヤーズの30年におよぶ心霊研究が始まることとなった。イギリスの伝統である経験論の手法によって、心霊主義という超常現象を解明し、霊魂の死後存続を証明し、新しい信仰のあり方を見出そうとしたのである。
1880年代に、心霊現象研究を行う最初の学術団体として心霊現象研究協会が設立され、心霊主義は初めて「科学」的方法論に基づく調査の対象になった。物理学者ウィリアム・フレッチャー・バレットの提案で設立され、ヴィクトリア時代を代表する学者で、ケンブリッジ大学の教授であったヘンリー・シジウィックが初代会長に選ばれ、彼と二人の弟子フレデリック・マイヤーズとエドマンド・ガーニーが中心に活動した。シジウィックが中心となったことで協会の社会的信用が得られ、各界から名士が参加した。アーサー・バルフォアなど名門バルフォア家の人々、ウィリアム・ベイトソン（生物学者）、ルイス・キャロル（数学者）、ジョン・ラスキン（作家）、オリバー・ロッジ（物理学者）、アーサー・コナン・ドイル（作家）、タリウムを発見したことで知られるウィリアム・クルックス、世界的物理学者オリバー・ロッジ、ノーベル生理学・物理学賞を受賞したシャルル・ロベール・リシェ (エクトプラズムの命名者)などの学者・作家たち、ウィリアム・ステイントン・モーゼス（霊媒）、エドモンド・ロジャーズ（「ライト」編集者）、フランク・ポドモア（フェビアン協会の創設者）なども加わり、19世紀末イギリスで代表的な知識人・文化人が集まる学会のひとつになったのである。

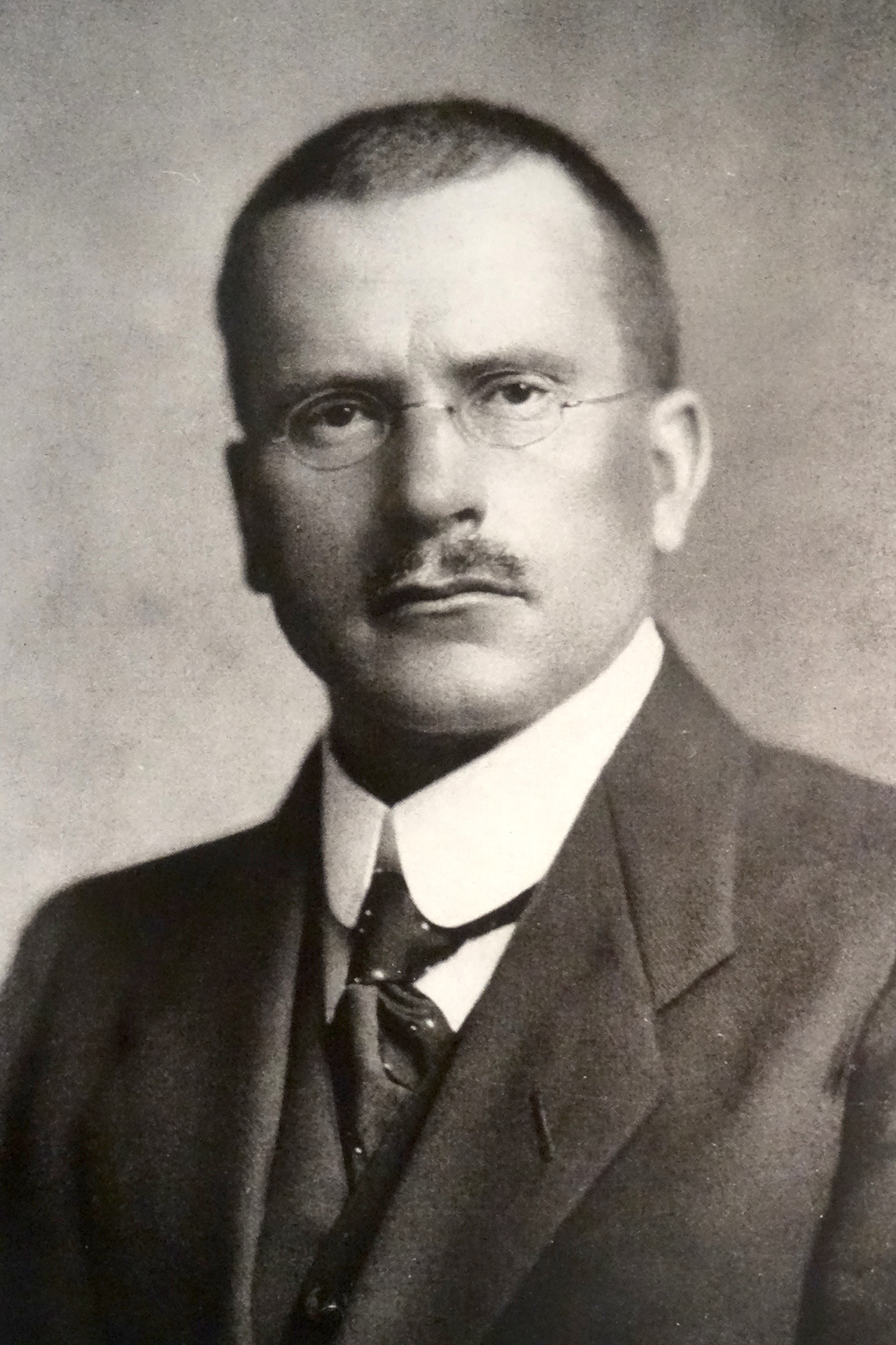
カール・グスタフ・ユング

心霊現象研究協会では、テレパシー、ヒプノティズム（メスメリズムによるトランス現象であり、透視を含む）、ライヘンバッハのオドの力、幽霊現象、物理的心霊現象などであり、特に識閾下の部分（潜在意識・無意識）でのコミュニケーションと関係があると考えられたテレパシーが中心的課題であった。マイヤーズは、潜在意識とテレパシーによって心霊現象を説明しようとし、宗教や芸術に関しても同様のアプローチを行った。
心理学者カール・グスタフ・ユングの研究も、出発点には心霊主義があり、1902年に『心霊現象の心理と病理』を出版した。ユングはマイヤーズと同じように、プライベートでは交霊会に出席して死者との交流を試み、仕事の上ではその体験と分析を心理学的に行った。ユングの研究は深層心理学へと結実したが、彼の思想の核心部分には近代神智学との共通点も多い。

### カルデックの心霊主義

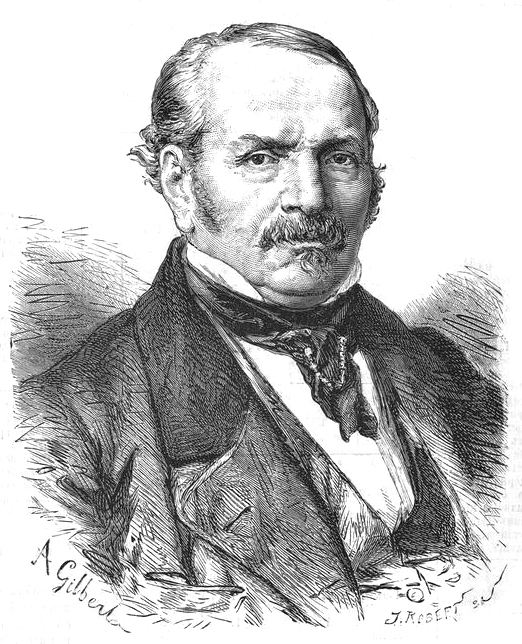
アラン・カルデック

心霊主義から派生したものに、フランス人イポリット＝レオン＝ドゥニザール・リヴァイユ（1804年 - 1869年）、筆名アラン・カルデックの名で知られる人物によるスピリティスム（仏：Spiritisme、スピリティズム（英：Spiritism）、カルデシズム、カルデシズモ（葡：Kardecismo）、エスピリティズモ（葡：Espiritismo）。以下カルデシズムとする）がある。カルデックは私塾で教育学、哲学、医学を教えていたといわれる。彼は社会主義思想家フーリエに影響を受けたが、彼からは当時流行していたテーブル・ターニングも学んだという。これが心霊主義と接するきっかけになった。当時のフランス社会では社会主義者らが影響力をもつようになっていたが、その一部は社会的不平等を理解するための説明として輪廻転生を受け入れていた。またカルデックは、動物磁気療法を提唱したフランツ・アントン・メスメルからも大きな影響を受けている。
カルデックは1856年に交霊会で霊媒から「今、真実であり、偉大で美しく、創造主に相応しい宗教が必要とされている。基礎的な教えは既に与えられている。リヴァイユ、汝に（その宗教を伝える）任務がある。」という啓示を受けた。カルデックは、『新約聖書』では、イエスは別の慰安者である「真理の霊」の出現を約束しており、それがカルデックだとし、イエスの隠されたメッセージを理解するために、心霊主義と科学を取り入れた新しいキリスト教を構築しようとした。従来のキリスト教は不完全だと考え、「人びとが真理を理解することができるレベルに到達したので、キリストの教えを補完するために心霊主義が現れた。」と述べている。
カルデックは、「進化の原理が救済の本当の意味を復権する鍵になる」と考えた。「復活」とは死者が肉体を持って生き返ることだが、科学は物質が再生することが不可能であると証明している。輪廻転生とは、霊が肉体をもつようになることであるであり、「復活」とは輪廻転生であり、イエスの教えを完全なものにするのが輪廻転生の教えだとした。輪廻転生は、罪の償いと進歩のためにある。進化によって霊が最終的に救済されると、「天界あるいは神聖な世界」に到達するとされた。肉体は霊の監獄か檻のようなもので、肉体から解放された霊は本来の自由を獲得できると考えた。カルデシズムの教えでは、霊は進化しても信仰がある限り退化することはなく、現在より劣位の世界に落ちることはないされたため、カトリックの地獄や煉獄への恐怖心から解放されるという利点があった。信者たちは、カルデシズムはキリスト教であり、モーセ、キリストに継ぐ「第三の啓示」だと考えているが、カトリックはカルデックの教えを非難していた。現在のブラジルでも同様の傾向がある。
スピリティズムの聖典『霊の書』（聖霊の書）は 1857 年に著された。これはカルデックの質問に数人の霊が答えるという形式で書かれている。カルデシズムは、過去の数々の教えの集大成で、人間ではなく、天の声を伝える諸霊によって明らかにされたものであり、彼が信頼できると判断した複数の霊媒による交信を比較検討してまとめたものであるという。カルデックの著作は主にラテン諸国で読まれベストセラーとなった。カルデシズムは、とくにブラジルにおいて、カルデシズモの名で広く支持されている。その信望者はブラジルにおいて150万人以上にもなる。

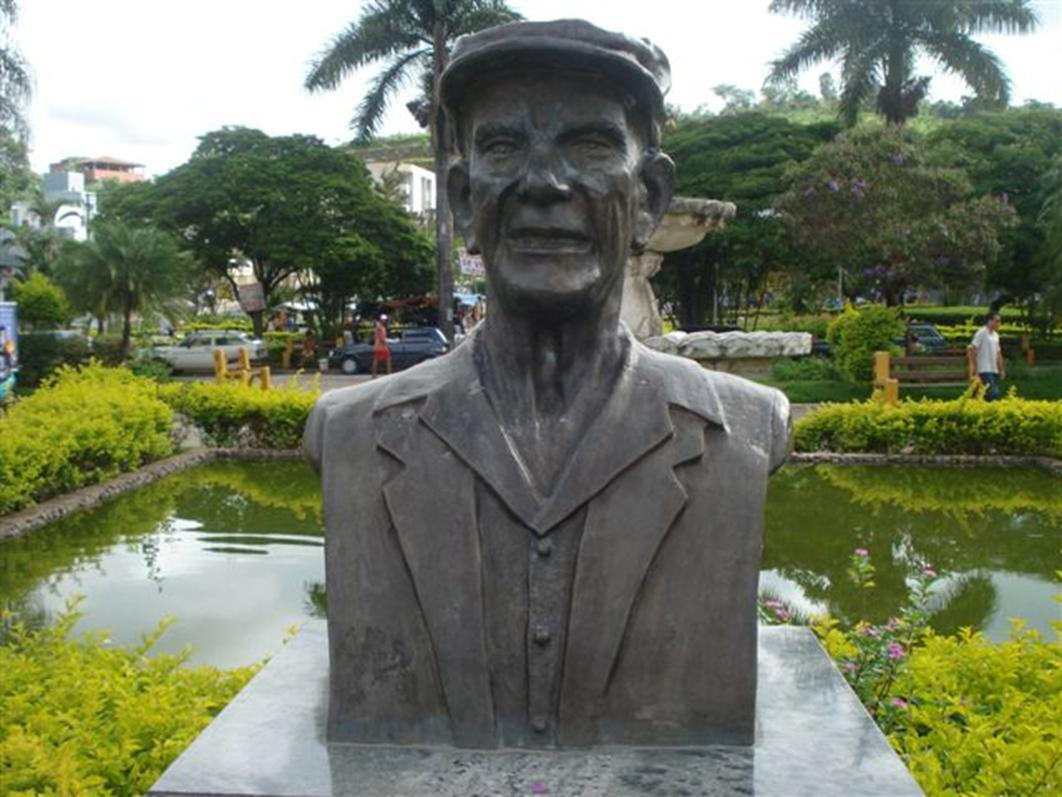
シコ・シャビエールの銅像

カルデシズムは、世界は超越的な神によって統御されるいくつかの小世界からなっており、進化と因果律に支配されているという。従来の欧米系の心霊主義と異なり、「輪廻転生」の教義を持つ点に大きな特徴がある。人間の霊魂は輪廻転生を繰り返しながら霊界を進化するとされ、霊も同じ法則に従い、与えられた自由意志によって輪廻転生しながら高等な霊へと進化していく。カルデシズムではこれを「霊の進化」と呼ぶ。霊の進化と霊媒による霊との交流を根本的な宗教的実践とする。また、霊には下級から上級までのヒエラルキーがあり、そのレベルを上げる「霊の進化」が信じられている。神から自由意思を与えられた霊は、過ちという「負債」を作り、これが苦しみの原因であると考えられている。霊のレベルは過去世と今世での善行で決定され、慈善活動は善行の根本的なものである。慈善活動は、自らの霊としてのレベルを上げ、過去あるいは過去世の負債を支払い、また神から徳分（メレシメント）が与えられる救済に至る方法のひとつである。
ブラジルのカルデシズムは中間層と低所得者層に広まっているが、前者は教会での活動に熱心であり、後者が教会の慈善活動を受益する形となっている。自然と超自然、科学と宗教を分けず、信者は自らの行いを科学的・哲学的実践と考えている。また、カルデシズムの宗教施設では、霊媒に自身の苦難について相談するコンスウタ（診察）を受けることができる。相談者は必ずしも信者であるとは限らず、相談料は無料である。診断で苦難の原因が明らかにされ、霊が関わっている場合とそうでない場合とに分けられるが、たいていの苦難は霊の障りによると考えられている。霊が原因の場合、相談者は霊媒の手かざしによる霊的治療（パッセ）を受け、教理の勉強会に参加し、慈善活動をすることで苦難が除かれるとされる。こうしたプロセスを経て、その中から信者が生まれる。カルデシズムでは個人の意志は尊重されるべきものだとされ、救済されるか否かは当人の努力次第と考えられているため、コンスウタ（診察）で指示された活動への参加は自由である。なお、霊の障りでない場合は、病院で標準治療を受けることになる。教理の勉強会で読まれる本は、アラン・カルデックの『霊の書』、『霊媒師の書』、『エスピリティズモによる福音』であるが、ブラジルのカルデシズムの「法王」と呼ばれる霊媒シコ・シャビエール（1910年 - 2002年）の著作も好んで読まれている。カルデシズムでは、人は潜在的に霊媒であり、訓練で霊能力を意識的にコントロールすることができるようになるとされるため、霊能力開発の勉強会も開催されている。
ブラジルの宗教は、カトリック、カルデシズムの他に、アフリカのヨルバ族の信仰とカトリックが結びついたカンドンブレがある。ラテンアメリカやカリブでは、心霊主義はエスピリティズモとよばれるが、近代心霊主義にアメリカ大陸の先住民やアフリカ人の祖先崇拝・トランスといった伝統が結びついて体系化されたもので、カルデシズムはこれに含まれる。20世紀前半にブラジルで生まれた、カンドンブレにカルデシズム、カトリック等を取り入れたアフリカ色の濃い心霊主義的習合宗教は、ウンバンダと呼ばれ、これも広く信仰されている。
日本からの移民が多いブラジルは、天理教、世界救世教といった日本の新宗教の布教が世界で一番成功している国である。カルデシズムとこれら日本の新宗教は教義の共通点が多く、ブラジルの人々に親しみやすかったが、これは偶然ではなく、共に近代心霊主義の影響を受けているためである。

### 近代神智学

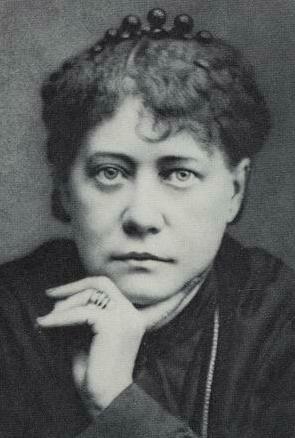
ヘレナ・P・ブラヴァツキー（1877年）

心霊主義の影響を受けたものに近代神智学があり、これは心霊主義の一種であるとされる。フリーメイソンや薔薇十字団、インドやエジプトの思想を取り入れ、古代の霊知を復興し真の霊性（オカルト能力）を養うこと、ドグマ化したキリスト教と唯物論化した自然科学の弊害を取り除くことを掲げ、科学の研究に耐えうる新しい宗教として登場した。マクロコスモスとミクロコスモス（宇宙と人間）との照応というヨーロッパの伝統思想が理論的基礎にあり、西洋と東洋の智の融合・統一を企図していたといえる。創始者のヘレナ・P・ブラヴァツキー（1831年 – 1891年）、通称ブラヴァツキー夫人は、1877年に『ヴェールを脱いだイシス神』を著した。もともと心霊主義の霊媒であったが、霊媒として活動した経験からか、心霊主義の単純な霊魂論に異議を唱え、心霊主義と交霊会を厳しく非難していた。霊媒が交信する霊は真我ではなく「アストラル体の殻」であり、ブッディ＝アートマ（インド哲学の用語）と結びついて霊界に入った真我とは交信できないとした。これにより心霊主義者は神智学協会から離反し、キリスト教を捨てきれない人たちも離れていった。
神智学協会は起死回生を狙ってインドに進出した。イギリスはインドで、土着の文化を尊重しながら先住民を内面から支配するという巧妙な政策をとり、『バガヴァッド・ギーター』の英訳なども行われていた。しかしキリスト教はその特殊性から他の宗教との融和ができないため、現地で軋轢を生んでいた。近代神智学はインド思想を教義の中核に取り込んでいたこともあり、ヴェーダを中心とする宗教改革運動「アーリヤ・サマージ」などから歓迎を受けた。インド人の神智学協会会員などの協力で、ヒンドゥー教や仏教の教えが取り入れられたが、理解には限界があり、カバラや新プラトン主義で補うという方法がとられた。
近代神智学では、フリーメイソンやイギリス薔薇十字団から、古代から伝えられた霊知を選ばれた人間に伝える「未知の上位者」という発想を借用している。これは、ウィリアム・ステイントン・モーゼスの指導霊インペレーターを除くと、当時の心霊主義ではほとんど見られない発想である（ブラヴァツキーはモーゼスを例外的に高く評価していた。）近代神智学では「マハトマ」と呼ばれ、キリストもマハトマのひとりであるとされ、人格神も否定した。この思想はキリスト教に衝撃を与え、近代神智学は宣教師の嫌悪の対象となった。
近代神智学は従来の心霊主義に代わって、新しい心霊学としてインド思想を取り入れ、西洋秘教伝統とインド思想のカルマの法則と再生の原理を取り入れた。高次の自我（真我、霊我）の覚醒を目的とし、人間の自我を高次と低次に分け、心霊主義を低次の自我に関わるものにすぎないとして退けた。マハトマとの交信は霊媒たちによっても別に進められたが、これはのちのチャネリングと共通する発想である。
1884年には、マハトマからの手紙（マハトマ書簡）が突然「聖容器」に現われたように見せるトリックが身内によって暴露され、ロンドンの心霊現象研究協会により調査が行われ、1885年にはブラヴァツキーは詐欺師・ペテン師であるとする報告が公表された。心霊現象研究協会の信頼は絶大であり、近代神智学の根幹であるマハトマの存在に疑問を呈したこともあり、衝撃は大きかった。ブラヴァツキーはこれを克服するために、第2の著作を執筆し、ロンドンに上級会員に奥義を教えるための秘教部門を開設した。詩人のW・B・イェイツは詩作の原理を探求するために秘教部門に属したが、目的を達することができず退会し、黄金の夜明け団に所属し魔術の観点から研究を行っている。
近代神智学では、ダーウィンの進化論は人間の霊魂には適用できないと考えた（これはダーウィンと並ぶ進化論の最初の提唱者である科学者アルフレッド・ウォレスも同じであり、彼は心霊主義が霊的進化を傍証するものだと考えていた。）ブラヴァツキーは進化論をカルマの法則と再生の原理で解釈し、最終局面として人間の霊的な完成を想定し、自助努力で神に近い存在に近づくことができる、つまり自分で自分を完成させ、救うことができると考えた。これは神が天地創造の際に人間を神の似姿として作ったという神話の逆であり、また人類は肉体を持たない霊的な存在（第一根源人種）であったが、徐々に退化して物質世界に埋没し、猿人になったとした。近代神智学における霊的進化論は、ダーウィンの進化論の逆であるといえる。
このように心霊主義は、近代神智学を経由してカルト的な自己宗教に変容していった。

## 現代の心霊主義
英語圏においては、ウィリアム・ステイントン・モーゼス『モーゼスの霊訓』（1883年、インペラールという未知の上位者の霊によるメッセージとされる）、ウィリアム・トーマス・ステッド『ジュリアの音信』（1914年、亡き友人ジュリア・エイムスのメッセージとされる）、ジョージ・ヴェール・オーウェン『ベールの彼方の生活』（1921年、オーウェンの母と友人たちや守護霊などによるメッセージとされる）、ジェラルディン・カミンズ『マイヤースの通信』（1932年、故フレデリック・マイヤーズのメッセージとされる）、グレース・クック『ホワイトイーグル』（初刊1937年、ホワイトイーグルと名乗る聖ヨハネの霊によるメッセージとされる）、モーリス・バーバネル『シルバーバーチの霊訓』（初刊1938年、シルバーバーチという未知の上位者の霊によるメッセージとされる）といった霊媒による霊との交信記録、いわゆる「霊界通信」が次々と出版された。これらを霊界からの重要なメッセージであると考える人々によって研究され、一部は日本語にも翻訳されている。日本の書店では「精神世界」の棚に置かれることが多い。
『シルバーバーチの霊訓』によると、死後の世界は階層的で、地球圏に近いほど、死後の環境が地上に似ている。それが上の界に行くにしたがって、美しさと神々しさを増す。さらに上の界では地上の言葉で表現することが困難になる。心霊主義とは、こうした理解を人類へ促すために、高級霊が中心となって全霊界により計画された運動であるという。
死者・未知の上位者から深遠な教えを得るという心霊主義の流れは、特別の能力を用いて霊的・精神的な世界と交流し、そのメッセージを一般人に伝えるチャネリングに通じるものである。神智学の提唱者ブラヴァツキーは、「叡智はチベット奥地にあるというシャンバラで受け継がれている」としたが、叡智はどこかに守り伝えられているというスタイルは、のちのオカルトに受けつがれた。見出されるべき真理のありかを宇宙の外だとする傾向が出てきたが、それ以外の神話的パターン、哲学的想定は同じであった。
千年王国思想・UFO信仰の新宗教エーテリウス協会など、宇宙人と交信し教えを受ける宗教が見られるようになっていった。1955年には、霊媒が自動書記で多数の地球外生命体、または高次の存在、天界の住人から自動書記によって与えられたメッセージ（イエス・キリストの教えの新しい解釈や啓示を含む）をまとめたという『ウランティアの書』が出版された（この本は現在もUFO系新宗教の信者に熱く支持されている）。UFO系新宗教も多数設立されたが、例えばエーテリウス協会は、1954年にジョージ・キング（1919年 -1997年）が、3500歳の異星人マスター・エーテリウスと交信したことから始まった。UFO系の新宗教では、メッセージを伝える宇宙人は「天使のような存在」であり、「キリストやブッダなど過去の宗教家は異星人だった」ともいわれ、宇宙人は距離を問題としない別世界から飛来するともされる。
キングによる瞑想状態（彼の場合はヨーガによる）・トランス状態でのコンタクト法は「チャネリング」と呼ばれ、アメリカで一種のブームになり、未知の上位者や太古の霊、宇宙の知的存在（宇宙人、宇宙存在）との交信はチャネリング、交信者はチャネラーと呼ばれるようになった。チャネラーは心霊主義の霊媒に相当する。日本でも「精神世界」ブームの際に、アメリカ人ダリル・アンカ（1951年 - ）による地球外知的生命体バシャールとのチャネリング記録などの関連書が翻訳されブームとなった。近年では、さくらももこが装丁・挿絵を担当してヒットしたエンリケ・バリオス『アミ 小さな宇宙人』（1995年版のタイトルは『アミ 小さな宇宙人―アダムスキー マイヤーをしのぐUFO体験』、さくらももこが装丁したのは2000年版、2005年文庫版）は、宇宙人アミに理想の社会・生き方を学ぶ本であり、UFO信仰・チャネリングの系統に属する。宇宙人、宇宙存在を奉じる宗教は神智学の影響が見られるものが少なくなく、650万年前に金星から降り立った護法魔王尊を崇める京都鞍馬山の鞍馬弘教（1947年 - ）も神智学の系統である。
また、霊媒カミンズによる「マイヤーズの霊界通信」では「グループ・ソウル」（類魂）説という霊魂説が唱えられ、現在の心霊主義にも影響を与えている。マイヤーズは生前、人間の識閾下の部分（無意識）でのコミュニケーションが存在するに違いないと考え研究したが、自らの思想を死後の世界で深めたものとされる。霊魂はそれぞれグループに属し、生きた体験を自分だけではなくグループ全体で共有しているという考え方である。経験をグループで共有することで、グループ内の個魂は、何度も永遠に生まれ変わらなくても霊的進化の道を歩むことができるという理論で、仏教等に見られる個の輪廻転生とは大幅に異なる。マイヤーズの霊界通信では、ブッダの思想は「生自体の否定」と批判されている。

## 日本の心霊主義

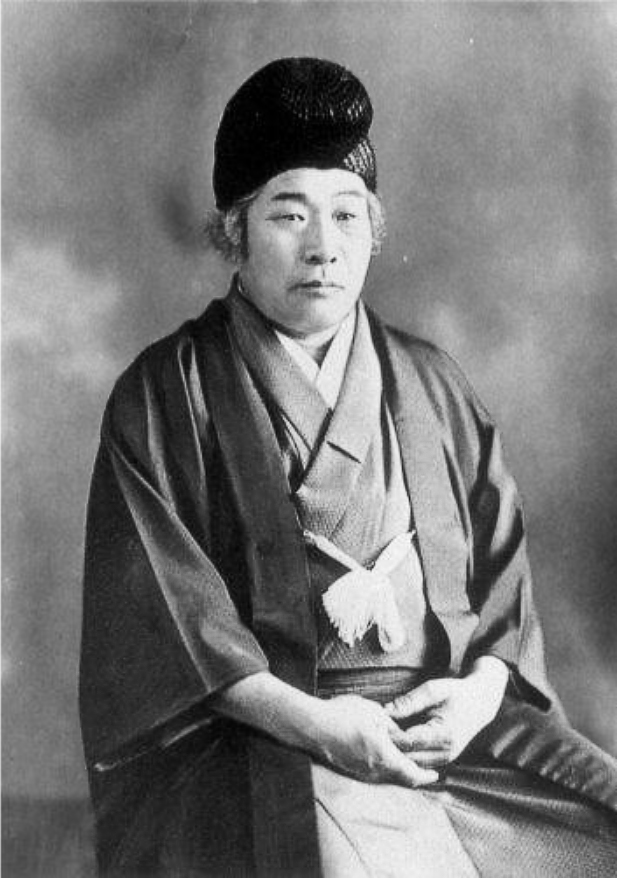
大本の開祖のひとり出口王仁三郎（1871年 - 1948年）。全81巻83冊の『霊界物語』を書いた。『霊界物語』にはスヴェーデンボリの影響がみられる。

日本においても、西洋でのスピリチュアリズムの台頭とほぼ同じ時期の幕末、『仙境異聞』や『神界物語』など、平田篤胤（1776年-1843年）とその門下による死後世界の研究や、黒住教（1814年設立）、天理教（1838年設立）、金光教（1859年設立）など、「神がかり」による教派神道の成立が相次いだ。明治以降には、仏教学者の鈴木大拙（1870年 - 1966年）が、死後の世界を描いたスヴェーデンボリの著作『天界と地獄』などを翻訳・紹介し、欧米の神秘思想・心霊主義が日本にも伝えられブームとなった。大正期には、当時もっとも実践的な心霊研究をしていた宗教団体・大本（1892年設立）が巨大教団へ成長し、日本の新宗教・新新宗教の源流の一つとなった。
日本の心霊主義運動の父といわれる浅野和三郎（1874年 - 1937年）は、大正末期に大本を離れ、心霊科学研究会（1923年）を設立。日本神霊主義（日本スピリチュアリズム）を生み、昭和期に入ると欧米の心霊研究が日本へ本格的に紹介され始めた。後継者の脇長生が日本神霊主義を発展させた。
柳瀬芳意（1908年 - 2001年）によって、『宇宙間の諸地球』 （静思社、1958年）などスヴェーデンボリの著作が継続的に翻訳され、今村光一によって『霊界日記』の抄訳『私は霊界を見て来た』（叢文社、1975年）、オリバー・ロッジ 著『死者は生きている』（叢文社、1975年）、前世を記憶する子供や、霊魂の生まれ変わりなど、心霊主義に関する書籍が出版された。
死後の世界ブーム（1985年ごろ - 1995年ごろ)
1971年には、医師エリザベス・キューブラー＝ロス（1926年 - 2004年）が末期患者を対象に「死にゆく人々の心理」を研究した『死ぬ瞬間』（川口正吉 訳、読売新聞社）が出版され「死」に注目が集まり、臨死体験の事例を研究したアメリカの医師・心理学者レイモンド・ムーディによる『かいまみた死後の世界』（中山善之 訳、評論社、1977年）とその続編『続 かいまみた死後の世界』（駒谷昭子 訳、評論社、1989年）や、アメリカの精神科教授イアン・スティーヴンソンらが前世の記憶を検証した『前世を記憶する子どもたち』（日本教文社、1990年）も邦訳され、欧米で進んでいた「死後の世界」や「再生（輪廻転生）」に関する科学的な研究成果が日本にもたらされた。『スウェデンボルグの霊界からの手記』（経済界、1985年）など、今村光一によるスヴェーデンボリの紹介も続いた。
心霊主義・神智学は、1960年代のアメリカの対抗文化を背景として1970年代以降に欧米で広まったニューエイジ運動の源流でもあり、日本ではニューエイジは「精神世界」として受容され1980年代に広まった。心霊主義関係の海外の邦訳などの影響で、日本では1980年代半ばから「死後の世界ブーム」がおこり、1986年ごろから人の守護霊の声を聞くという宜保愛子らが霊能者としてテレビに出演するようになった。脇長生の門下桑原啓善（1921年 - 2013年）は、脇の思想にイギリスの霊界通信の内容を加味させて、ネオ・スピリチュアリズム（1985年 - ）を作り出した。また、俳優としても知られる心霊研究家丹波哲郎による心霊主義の著作「大霊界シリーズ」が1987年からに出版され通算で250万部に達し、死後の世界を幻想的に映像化した映画「丹波哲郎の大霊界 死んだらどうなる」(1989年)は続編「丹波哲郎の大霊界2 死んだらおどろいた!!」（1990年)とあわせて300万人の観客動員数をよんだ。1991年にはNHKが臨死体験を取材しNHKスペシャルで放送され、臨死体験が一般社会にも浸透するきっかけとなった。この放送は、宗教やオカルトの問題と考えられていた「臨死体験」にNHKが真正面から取り組んだことで、大きな反響を呼んだ。またチベット仏教ニンマ派の死者の枕頭で誦される仏典で、転生へと誘う光に満ちた死後の世界が描かれた、通称チベット死者の書も1990年代に注目を集めた。臨死体験は、京都大学のカール・ベッカーや中部大学の大門正幸など、一部の学者にも探究される。
心霊主義・近代神智学は、オウム真理教（1989 - 2000）などの日本の新宗教にも影響を与えた。東京外国語大学の樫尾直樹は、オウム真理教のコスモロジーの骨格には、「精神世界」の潮流の中でも、とりわけ心霊主義や近代神智学の影響がまざまざと見て取れると指摘している。オウム真理教の自己救済・他者救済の教義の根本には、何代も前からの前世で犯した罪が蓄積したカルマをいかに除去し、解脱するかという、霊魂存続を前提とした信念が重要視されていた。
1995年の地下鉄サリン事件などオウム真理教による一連の事件の影響で、「死後の世界」ブームも急速に終焉に向かい、心霊主義やスピリチュアリティの分野がメディアで取り上げられることも大幅に減った。
スピリチュアル・ブーム（2000年代初頭）以降
心霊主義は、スピリチュアル・カウンセラーを称する江原啓之をきっかけに再びブームとなった。江原は、浅野和三郎に始まる日本的心霊学を継承する団体のひとつである日本心霊科学協会の流れを汲むが、イギリスでも心霊主義を学び、心霊主義に現代のセラピー文化を取り入れて現代風にアレンジして、1989年に「スピリチュアル・カウンセリング」を掲げてスピリチュアリズム研究所を始めた。江原の著作『幸運をひきよせるスピリチュアルブック』（2001年）がベストセラーになり、テレビ番組「オーラの泉」（2005 - 2009）などメディアに盛んに露出するようになったことで、心霊主義は「スピリチュアル」として一般に広く普及した。「オーラの泉」は、江原がゲストのオーラや前世や守護霊、オーラなどを「霊視」してアドバイスをする番組で、スピリチュアル・ブームを生んだ。「オーラの泉」などのスピリチュアル番組は、日本民間放送連盟が規定する次の放送基準の観点から問題視された。
第8章 表現上の配慮 (54)占い、運勢判断およびこれに類するものは、断定したり、無理に信じさせたりするような取り扱いはしない。現代人の良識から見て非科学的な迷信や、これに類する人相、手相、骨相、印相、家相、墓相、風水、運命・運勢鑑定、霊感、霊能等を取り上げる場合は、これを肯定的に取り扱わない。
全国弁連（全国霊感商法対策弁護士連絡会）は2007年に、民放連やBPO（放送倫理・番組向上機構）などに、「霊界や死後の世界について安易かつ断定的にコメントし、占いなどを絶対視する」番組を是正するよう要望書を提出した。これを受けて、スピリチュアル番組では「“前世”、“守護霊”は、現在の科学で証明されたものではありません」などの断りのテロップを流すようになった。宗教情報センターの藤山みどりは、占い師がゲストを鑑定する番組「金曜日のキセキ」（2010 - 2011）では、「前世」「オーラ」「守護霊」など「オーラの泉」で批判された言葉は使われないが、現代では非科学的とされる「霊」「死後の存在」を肯定するような表現が見られると指摘している。
2007年に大学生を対象に実施された國學院大學による第9回学生宗教意識調査では、「オーラの泉」を知っていた学生の8割が、この番組は「やらせ」があると回答しているが、「オーラの泉」での「霊の話」を信じるかどうかという質問には、46.1％が信じると回答した。同調査で「霊魂の存在」を信じると回答した学生は68.6％と多く、2010年の第10回調査でも65.5％と同水準で高い。NHK「日本人の意識」調査（2008年）でも、若年層を中心に来世、あの世など死後存続を信じる人が増えていることが示されている。
折原みとの少女小説〈天使シリーズ〉（1988年 ‐ 1991年）、冨樫義博のマンガ『幽☆遊☆白書』（1990年 - 1994年）、高橋留美子のマンガ『境界のRINNE』（2009年 - ）といった作品でも、死後存続、死後の世界、霊魂、霊体、輪廻転生といった心霊主義の概念が取り入れられており、人気を博している。

## 現代の動向

### 科学的アプローチ
1970年代から現在にかけては、臨死体験や「生まれ変わり」といった、「死後の生」を示唆し得る事例の収集と研究が進んだ。これらは、主にメディアを通して、現代人の死生観を変化させている。
1975年以降、レイモンド・ムーディが臨死体験を調査報告したことをきっかけに、光の存在との遭遇や、亡くなった親類との再開、体外離脱など、危篤状態における同様の神秘体験の報告が、急速に増加してゆく。これは、第二次世界大戦後の救急医学の進歩により、危篤患者の蘇生する確率が上がったためである。
その中でも、ソビエト連邦の崩壊やチェルノブイリ原発事故、湾岸戦争など、将来の重大事件を体験中に見せられたダニオン・ブリンクリーや、脳機能の完全に停止した状態で体外離脱を経験し、自らの手術の様子を正確に描写したパム・レイノルズなどは、現在のところ脳内現象説では十分に説明できない特異な事例である。
1987年、イアン・スティーヴンソンは、信憑性が高いと見なした多数の「生まれ変わり」事例を発表する。また、「過去生」への退行催眠も、アレクサンダー・キャノン（1950）を始まりとして、ジョエル・ホイットンやヘレン・ウォムバックらにより、1970年代以降、盛んに研究される。こうして、それまではタブーであった「輪廻」事例の研究が、正規の大学に所属する研究者によっても本格化してゆく。ただし、本人が「前世の記憶」と認識する記憶が前世の存在証明になるかについては、多くの意見がある。アメリカでは、ブライアン・L・ワイスなどの精神科医によって、催眠によって出生以前まで記憶を退行させ、前世（だとされる）イメージを見る事で、ストレスの緩和、心的外傷、その他多くの症状を治療するという「前世療法」が行われた。1970〜80年代にかけてのアメリカでは、催眠治療によって幼い頃の親による虐待やレイプの記憶を「思い出す」子供が多くあらわれ、裁判が行われたが、催眠によって「作られた」虚偽記憶が多く含まれており、多数の冤罪が生み出され大きな社会問題となった。作られた記憶（エピソード記憶、過誤記憶）は、過去における事実ではなくても、主観においては真実の過去となる。前世療法および退行催眠は、患者に偽物記憶を植え付けてしまう危険性がある。施術者が意図的に誘導する事も可能であり、意図せずとも「作られた過去」、「作られた前世」といった虚偽記憶を植え付けてしまう可能性は否定できない。

### 量子脳理論の霊魂の実在アプローチ
ケンブリッジ大学の数学者ロジャー・ペンローズとアリゾナ大学のスチュワート・ハメロフは、意識は何らかの量子過程から生じてくると推測している。ペンローズらの「Orch OR 理論」によれば、意識はニューロンを単位として生じてくるのではなく、微小管と呼ばれる量子過程が起こりやすい構造から生じる。この理論に対しては、現在では懐疑的に考えられているが生物学上の様々な現象が量子論を応用することで説明可能な点から少しずつ立証されていて20年前から唱えられてきたこの説を根本的に否定できた人はいないとハメロフは主張している。
臨死体験の関連性について以下のように推測している。「脳で生まれる意識は宇宙世界で生まれる素粒子より小さい物質であり、重力・空間・時間にとわれない性質を持つため、通常は脳に納まっている」が「体験者の心臓が止まると、意識は脳から出て拡散する。そこで体験者が蘇生した場合は意識は脳に戻り、体験者が蘇生しなければ意識情報は宇宙に在り続ける」あるいは「別の生命体と結び付いて生まれ変わるのかもしれない。」と述べている。

## 関連文献
- 井形慶子『生活大国イギリスの知られざる習慣 : 大人のためのスピリチュアルライフ』大和書房、2003年。ISBN 4-479-01166-8。
- モーリス・バーバネル 著、近藤千雄 訳『古代霊は語る―シルバー・バーチの霊訓より』潮文社、2005年。ISBN 4-8063-1395-5。